# Izar
Izar (arabisch إزار, DMG izār ‚Umhang‘), Bayer-Bezeichnung Epsilon Bootis (abgekürzt ε Boo) auch Pulcherrima (lat. die Schönste), ist der Name des zweithellsten Sterns im Sternbild Bärenhüter. Er ist ca. 236 Lichtjahre von der Erde entfernt.
Izar ist ein reizvoller Doppelstern, bestehend aus einem orangeroten Stern mit einer scheinbaren Helligkeit von 2,7 mag und einem blauen Stern der Helligkeit 5,1 mag.
Wegen des geringen Abstandes von 2,8", verbunden mit dem großen Helligkeitsunterschied beider Komponenten ist zur Trennung ein Teleskop ab etwa 75 mm Öffnung erforderlich (Positionswinkel des Begleiters: 340 Grad). Ein Achtzöller zeigt die sehr unterschiedlichen Sternfarben bereits deutlich und ermöglicht bei klarer Luft auch eine Tagbeobachtung.
Andere seiner Namen sind Mizar, Mirak und Mirach, die allerdings auch Sternnamen im Großen Wagen und der Andromeda sind.

## Sternendreieck

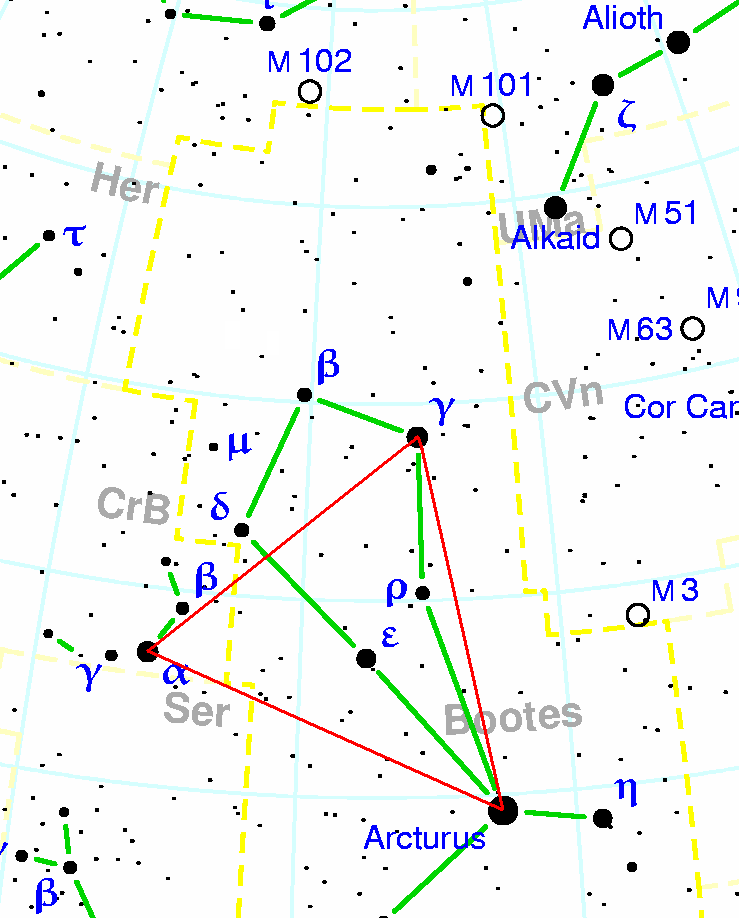
Das Sterndreieck rund um Izar: Gemma (α CrB), Arktur (α Boo) und γ Bootis

Izar steht genau im Schwerpunkt eines fast gleichseitigen Dreiecks mit den hellen Sternen Gemma (α in der Krone), Arktur und Seginus (α und γ Bootis). Es liegt etwa in der Verlängerung der Deichsel des Großen Wagens (Alkaid, im Bild rechts oben).